# 熊谷芽緯
熊谷 芽緯（くまがい めい、2003年11月6日 - ）は、女子競輪選手。日本競輪選手会青森支部所属（登録地は岩手県）、ホームバンクは紫波町営自転車競技場。日本競輪選手養成所（以下、養成所）第124期生。師匠は小泉俊也（77期）。

## 来歴
中学生の頃はソフトボールでピッチャーを務めた。岩手県立紫波総合高等学校入学後に自転車競技を始め、同校では自転車競技部に入部。在学中は同部で女子は1人だけだった。2年生だった2020年、岩手県高校総体自転車代替大会でケイリン、スクラッチ、タイムトライアル（200m・500m）を制覇し4冠を達成したほか、全日本自転車競技選手権大会女子ジュニアケイリンで3位入賞を果たす。2021年の全日本自転車競技選手権大会女子ジュニアスプリントでは3位入賞。
2022年1月13日、養成所第124回生入所試験に合格。養成所での訓練成績は8位（11勝）、卒業記念レースでは決勝戦6着。
2023年4月30日、宇都宮FII・競輪ルーキーシリーズでデビュー。初勝利は同年5月26日、松戸FII・競輪ルーキーシリーズ（初日）。初優勝は同年6月3日、福井FII・競輪ルーキーシリーズ。同年は124期生としては3位となる599万8000円を獲得。
2024年6月7日、小田原FII（モーニング）で本格デビュー後初優勝。その小田原を含め同年は3回優勝したこともあり、JKAより2024年ガールズケイリン優秀新人選手賞として表彰された。
2025年1月6日、名古屋FIIで通算5回目の優勝。この時は奥井迪、柳原真緒といった人気選手を着外に沈めたことで、3連単は60万5470円（193番人気）という高配当を演出した。そして、3月23日に行われたガールズ フレッシュクイーン（伊東温泉）でも本命であった仲澤春香の捲りを寄せ付けず逃げ切って優勝した。

## 主な獲得タイトルと記録
- 2025年 - ガールズ フレッシュクイーン（伊東温泉競輪場）